# Architektur in Argentinien
Abgesehen von dem, was als „Mar-del-Plata-Stil“ bezeichnet wird, gibt es in Argentinien keine typische Argentinische Architektur. Im Gegensatz zu anderen Ländern Südamerikas sind in Argentinien auch nur wenige Beispiele prä-kolumbischer Bauten zu sehen, da die Ureinwohner Argentiniens überwiegend als Nomaden lebten.

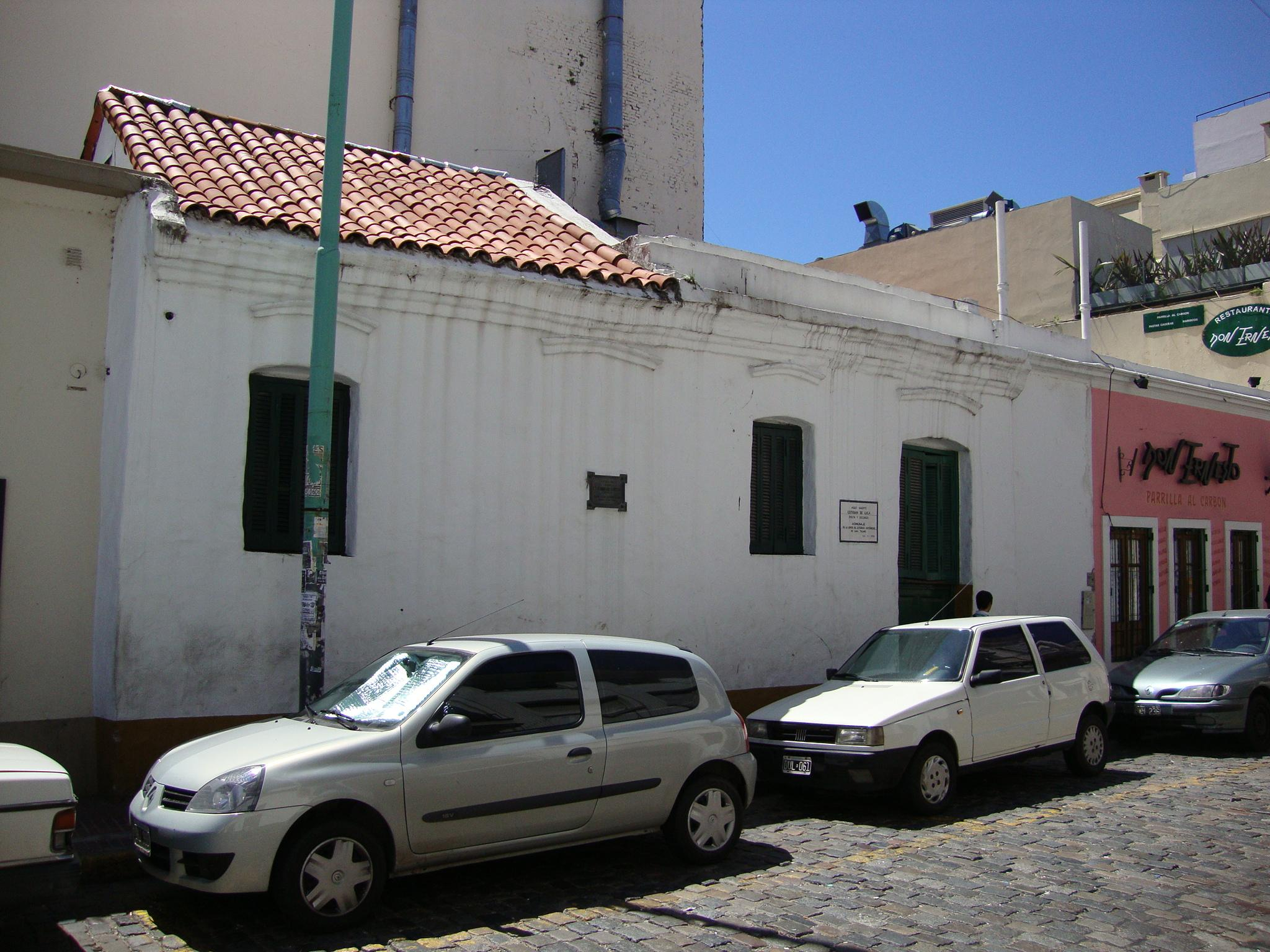
Die Casa Esteban de Luca in Buenos Aires

## Vorkolumbische bis spanische Kolonialzeit
Eines der ältesten Beispiele für Architektur in Argentinien ist die Pucará de Tilcara – ein ungefähr 900 Jahre altes Wehrdorf der Tilcara. Es befindet sich nahe der Ortschaft Tilcara oberhalb der Schlucht Quebrada de Humahuaca in der Provinz Jujuy, im Nordwesten Argentiniens.
Erst mit der Kolonisierung Argentiniens wurden dauerhafte Gebäude in größerer Zahl errichtet, darunter zahlreiche Kirchengebäude und die sog. Jesuitenreduktionen, die im 17. und 18. Jahrhundert erbaut wurden. Eines der bekanntesten Beispiele hierfür ist San Ignacio Miní, in der Provinz Misiones nordöstlich von Posadas gelegen. Die ersten Siedler nach der zweiten Eroberung 1580 lebten zunächst in bescheidenen einstöckigen Adobehäusern, die heute nicht mehr erhalten sind. Für spanische Kolonialarchitektur späterer Jahre ist besonders Salta bekannt.
Die städtische Architektur erlebte ihren ersten Aufschwung im 18. Jahrhundert, nachdem Buenos Aires 1776 zur Hauptstadt des Vizekönigreichs des Río de la Plata erklärt wurde. Aus dieser Zeit stammt der Cabildo, der damalige Regierungssitz. Ehemals mit elf Bögen erbaut, hat er heute nur noch fünf, die übrigen mussten dem Straßenbau weichen.

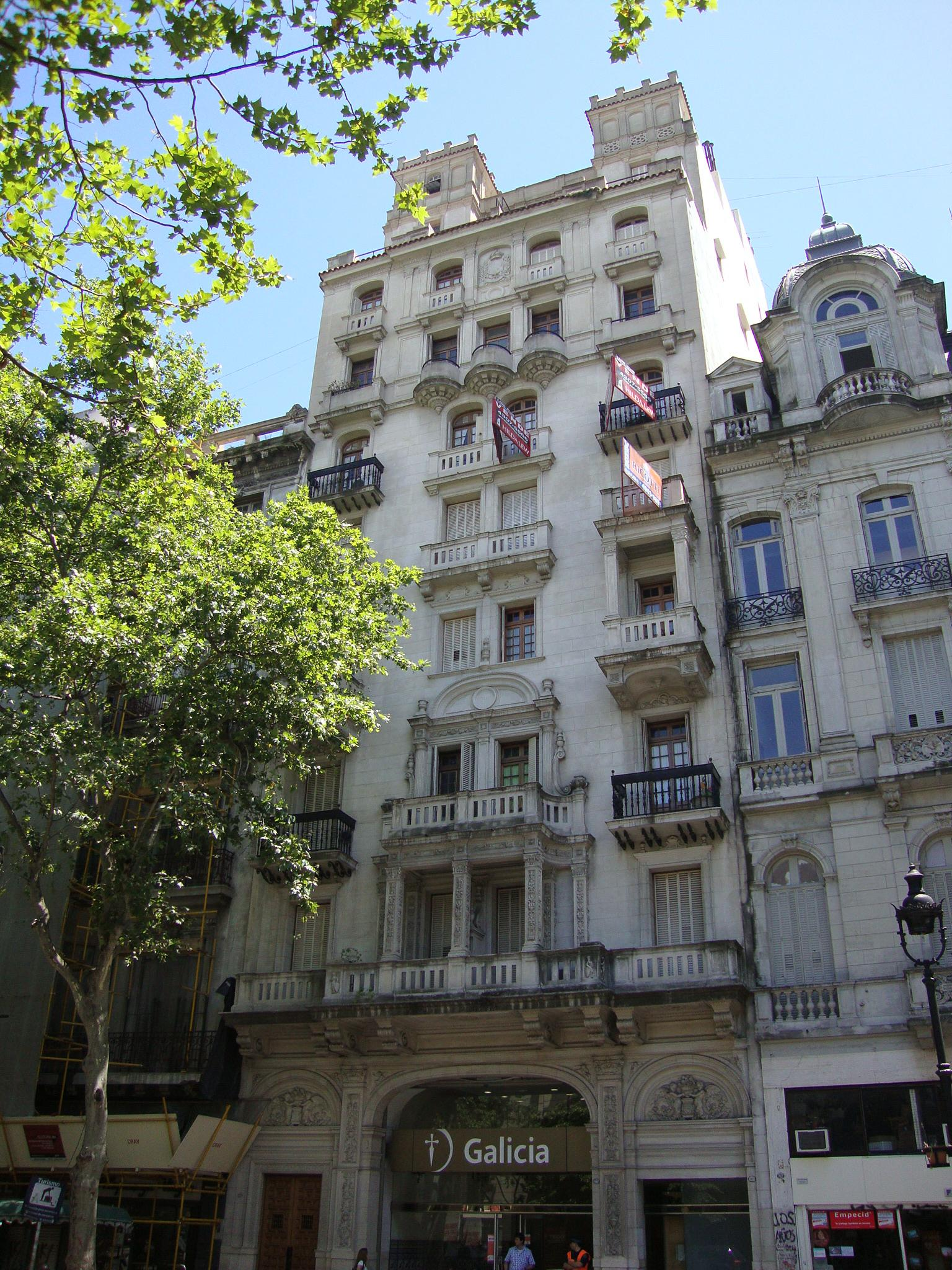
Avenida de Mayo 1229

## 19. Jahrhundert
Den zweiten Aufschwung erlebte die argentinische Architektur im 19. Jahrhundert, als in Buenos Aires, aber auch in Córdoba und Rosario prächtige Straßen wie die Avenida de Mayo oder die Avenida Alvear angelegt wurden und zu Wohlstand gekommene Privatpersonen sich Villen nach französischem Vorbild bauen ließen. Heute befinden sich in diesen Villen oftmals Botschafts- oder Firmensitze, andere wurden zu Museen umgewandelt, wie der Palacio Errázuriz, der Palacio Paz oder der Palacio Ferreyra. Diesen Straßen und Gebäuden verdankt Buenos Aires heute seinen Ruf als „Paris Südamerikas“.
Private Wohnhäuser der einfacheren Bevölkerung kann man bis heute in San Telmo sehen, die sog. „Casas Chorizo“ (dt.: „Wursthäuser“, wegen ihrer schmalen und nach hinten langgestreckten Bauweise). Das bekannteste ist die Casa Mínima auf der Calle San Lorenzo mit zwei Metern Breite. Der Stadtteil Palermo Viejo erinnert mit seinen niedrigen „Propiedades Horizontales“ aus jener Zeit bis heute mehr an eine Klein- denn an eine Millionenstadt.
Zu den öffentlichen Gebäuden, die in dieser Zeit errichtet wurden, gehört die Catedral Metropolitana in Buenos Aires mit ihrem Kirchenschiff aus dem 18. und der Fassade aus dem 19. Jahrhundert. Von 1889 stammt das als Kaufhaus gedachte, heute als Galerías Pacífico bekannte Einkaufszentrum im Beaux Arts-Stil mit schönen Deckenmalereien. 1894 wurde das Pumpwerk von Buenos Aires, der Palacio de Aguas Corriente in Balvanera fertiggestellt. Das Gebäude im Stil der französischen Renaissance ist mit über 300.000 glasierten, vielfarbigen Terracotta-Fliesen der britischen Firma Royal Doulton geschmückt.

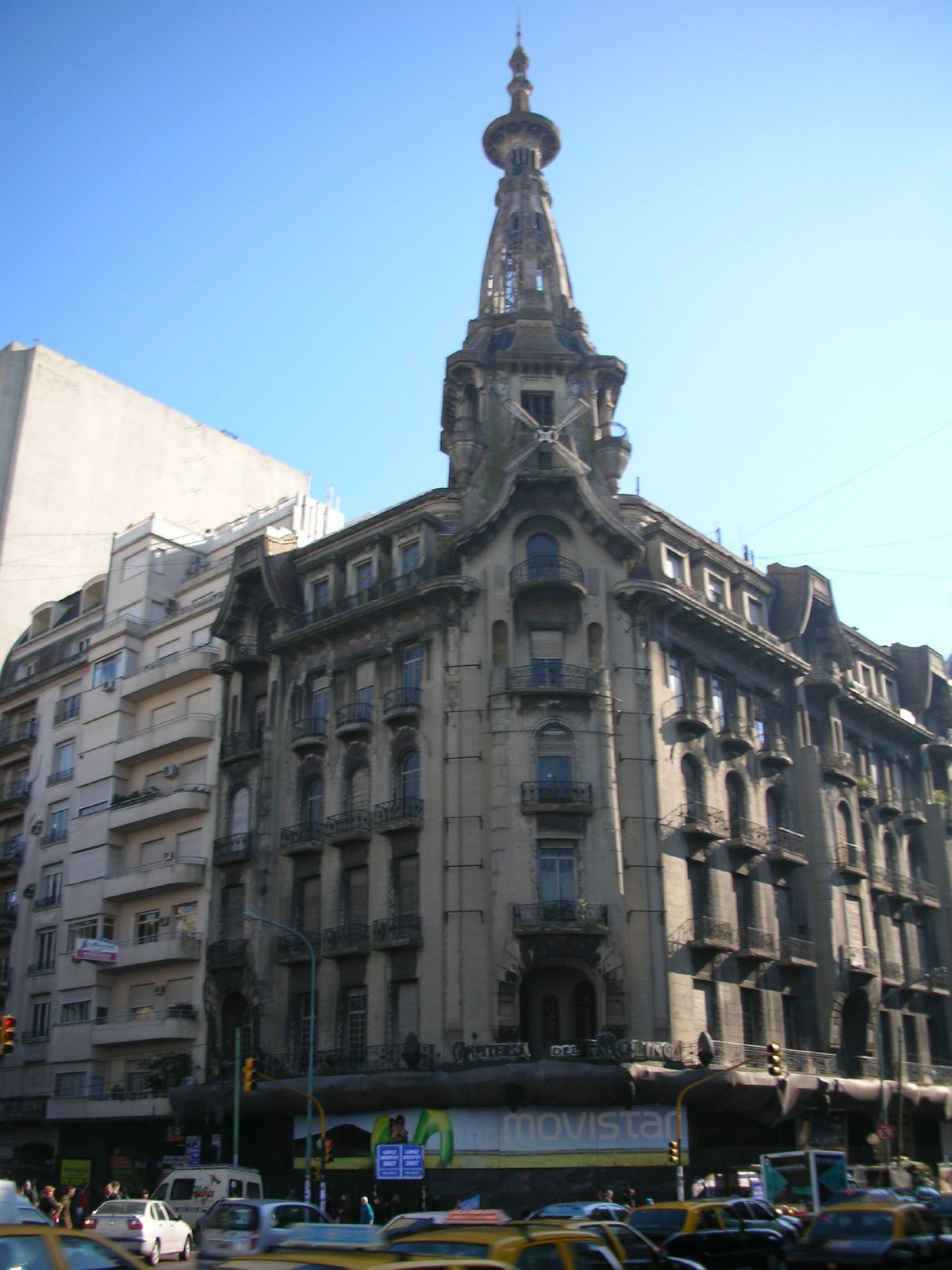
Confitería del Molino

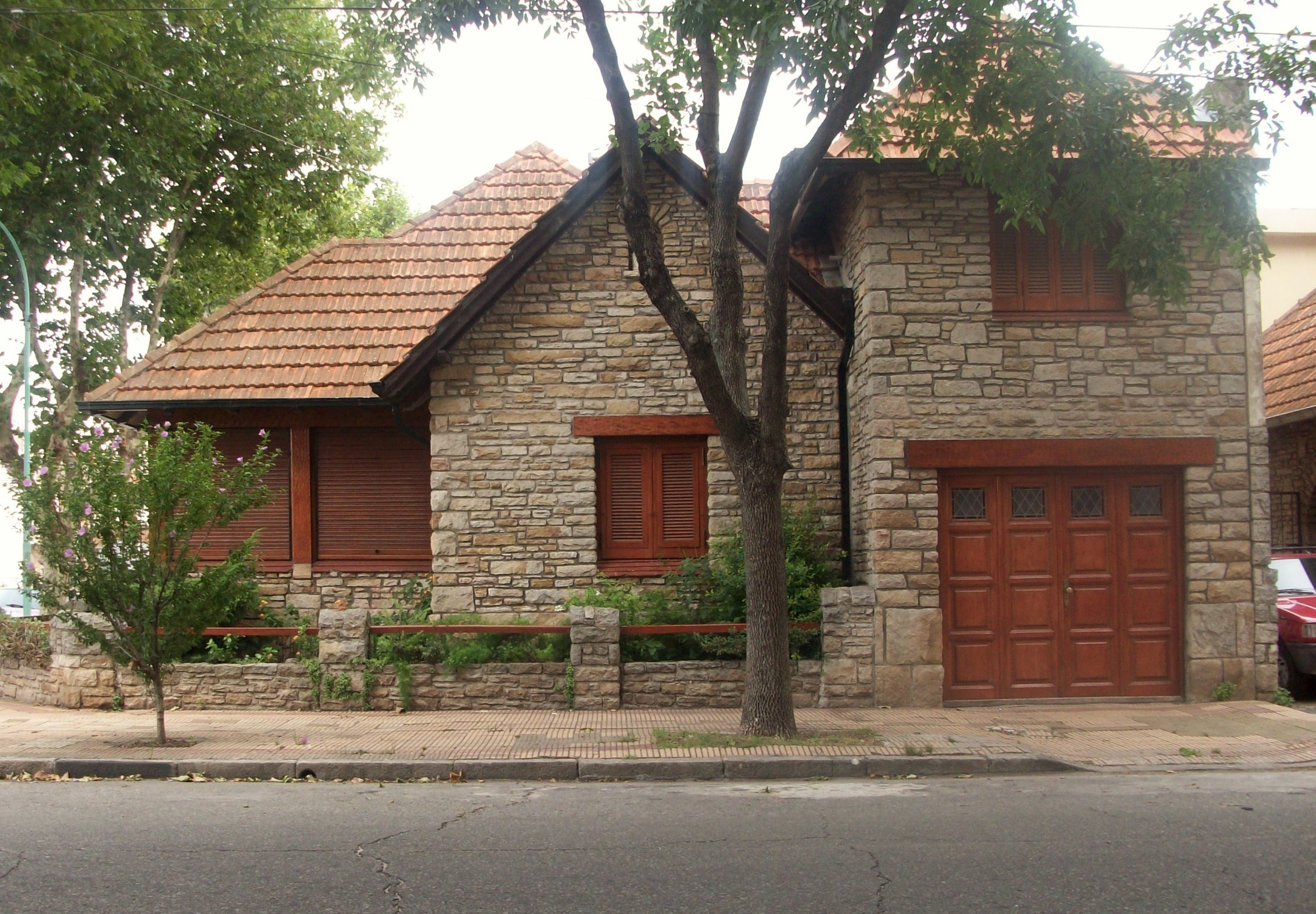
Chalet in Mar del Plata

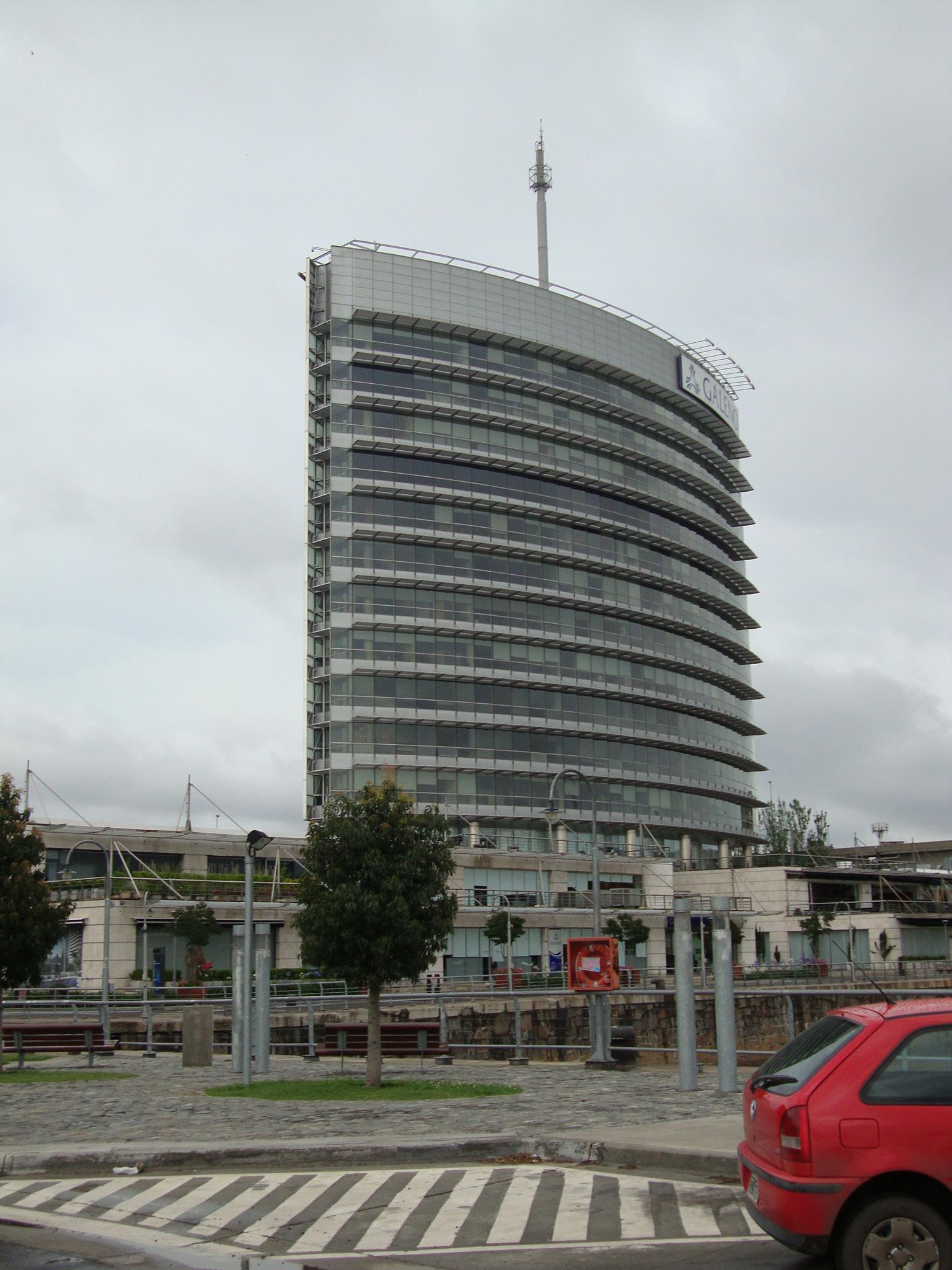
Das Edificio Malecón in Puerto Madero

## 20. bis 21. Jahrhundert
Zu Beginn des 20. Jahrhunderts schwappte der Jugendstil aus Frankreich nach Argentinien. Noch existierende Beispiele hierfür sind in Buenos Aires die Confitería del Molino an der Plaza del Congreso und das Hotel Chile an der Avenida de Mayo. 1908 wurde das Teatro Colón eröffnet, das im eklektischen Stil mit Elementen aus der italienischen Neorenaissance und dem französischen Barock erbaut wurde.
1923 wurde das erste Hochhaus in Argentinien, der Palacio Barolo, benannt nach seinem Bauherrn, eingeweiht. Mit seinen 22 Stockwerken war es zu dem Zeitpunkt das höchste Gebäude in Südamerika und blieb das höchste Haus in Buenos Aires bis 1935.
Ab den 1950ern nahm die Anzahl an sich ähnelnden Apartmentblöcken und Hochhäusern zu. Beispiele, die gegen diesen Trend schwammen, sind die Banco de Londres und die Biblioteca Nacional von Clorindo Testa. Letztere wurde bereits 1962 entworfen, aber erst 30 Jahre später eröffnet. Ein weiteres markantes Architekturbeispiel für diese Periode ist das Edificio Alas, ein Bürohochhaus im Stil der Moderne.
Nach dem Badeort südlich von Buenos Aires ist der Mar-del-Plata-Stil benannt. Er steht für zwischen 1930 und 1950 entworfene ein- bis zweistöckige freistehende Einfamilienhäuser, die eher an Kalifornien, denn an Argentinien denken lassen.
Seit den 1990er Jahren wird das ehemalige Hafenviertel Puerto Madero in Buenos Aires wiederbelebt. Die lange leerstehenden Warenspeicher wurden umgewandelt in Büroflächen, Galerien und Restaurants, die freien Flächen bebaut. Beteiligt am Umbau des Viertels waren und sind international renommierte Architekten wie Santiago Calatrava, Norman Foster und Philippe Starck. Von Calatrava stammt die Puente de la Mujer, Starck wandelte eine ehemalige Mühle in das Hotel Faena um.
Ende 2008 wurde das Museum Colección Fortabat eingeweiht.
2009 wurde der Torre Cavia im Le-Parc-Figueroa-Alcorta-Komplex errichtet. Mit 173 Metern war er das damals höchste Gebäude in Argentinien. Seit 2018 ist das 235 Meter hohe Wohngebäude Alvear Tower im Stadtteil Puerto Madero das höchste Bauwerk des Landes.